# Rockdale (Texas)
Rockdale é uma cidade localizada no estado norte-americano de Texas, no Condado de Milam.

## Demografia
Segundo o censo norte-americano de 2000, a sua população era de 5439 habitantes.
Em 2006, foi estimada uma população de 6035, um aumento de 596 (11.0%).

## Geografia
De acordo com o United States Census Bureau tem uma área de
8,1 km², dos quais 8,1 km² cobertos por terra e 0,0 km² cobertos por água.

## Localidades na vizinhança
O diagrama seguinte representa as localidades num raio de 28 km ao redor de Rockdale.